# Caragana limprichtii
Caragana limprichtii är en ärtväxtart som beskrevs av Hermann August Theodor Harms. Caragana limprichtii ingår i släktet karaganer, och familjen ärtväxter. Inga underarter finns listade i Catalogue of Life.